# Iel (pronombre)
Iel es un pronombre personal de género neutro en el idioma francés que pretende ser una alternativa a los pronombres tradicionales elle ("ella") e il ("él").

## Antecedentes
El género gramatical en francés consta de dos géneros: el masculino y el femenino. Para hacer palabras o frases con género neutro, los francohablantes emplean dos métodos:
1. Soluciones ortográficas que se esfuerzan por incluir tanto la terminación masculina como la femenina en la palabra. Los ejemplos incluyen el uso de guiones (étudiant-e-s), punto medio (étudiant·e·s), paréntesis (étudiant(e)s), o mayúsculas (étudiantEs).[4] El método de paréntesis es a menudo considerado sexista en la actualidad, porque los paréntesis se usan para mostrar algo de menor importantancia. La mayoría de los escritores evitan esta práctica en títulos oficiales como Gobernador General y favorecen el proceso siguiente.
2. Soluciones de hendíadis, que contienen una palabra femenina y una masculina: toutes et tous, citoyennes et citoyens.

## Historia de uso
El pronombre iel es un neologismo que se remonta al menos a principios de la década de 2010, incluyendo ortografías alternativas como iell, ielle e ille.
En enero de 2021, la emisora nacional canadiense Radio-Canada anunció que había formado un comité para discutir la inclusión de iel y el uso de la escritura inclusiva en su guía de estilo. Anteriormente, la emisora no había usado la escritura inclusiva y usaba el pronombre solo caso por caso. En octubre de 2021, Le Petit Robert agregó "iel" a su diccionario en línea. El secretario general del diccionario, Charles Bimbenet, declaró que la palabra todavía era relativamente poco común, pero se había vuelto cada vez más utilizada a lo largo de 2021.